# U-403
| U-403                      | U-403                                                          | U-403                                                          |
| -------------------------- | -------------------------------------------------------------- | -------------------------------------------------------------- |
|                            |                                                                |                                                                |
|                            |                                                                |                                                                |
|                            |                                                                |                                                                |
| Під прапором               | Третій рейх                                                    | Третій рейх                                                    |
| Спуск на воду              | 26 січня 1941 року                                             | 26 січня 1941 року                                             |
| Виведений зі складу флоту  | 18 серпня 1943 року                                            | 18 серпня 1943 року                                            |
| Сучасний статус            | затоплений                                                     | затоплений                                                     |
| Проєкт                     |                                                                |                                                                |
| Тип ПЧ                     | Торпедний ДПЧ                                                  | Торпедний ДПЧ                                                  |
| Основні характеристики     |                                                                |                                                                |
| Швидкість (надводна)       | 17,7 вузлів                                                    | 17,7 вузлів                                                    |
| Швидкість (підводна)       | 7,6 вузлів                                                     | 7,6 вузлів                                                     |
| Робоча глибина занурення   | 100 м                                                          | 100 м                                                          |
| Гранична глибина занурення | 220 м                                                          | 220 м                                                          |
| Екіпаж                     | 44 осіб                                                        | 44 осіб                                                        |
| Розміри                    |                                                                |                                                                |
| Довжина найбільша (по КВЛ) | 67,1 м                                                         | 67,1 м                                                         |
| Ширина корпусу найб.       | 6,2 м                                                          | 6,2 м                                                          |
| Висота                     | 9,6 м                                                          | 9,6 м                                                          |
| Середня осадка (по КВЛ)    | 4,70 м                                                         | 4,70 м                                                         |
| Водотоннажність надводна   | 769 т                                                          | 769 т                                                          |
| Озброєння                  |                                                                |                                                                |
| Артилерія                  | одна палубна гармата калібру 88-мм, одна 20-мм зенітна гармата | одна палубна гармата калібру 88-мм, одна 20-мм зенітна гармата |
| Торпедно- мінне озброєння  | 4 носових і один кормовий ТА. 14 торпед                        | 4 носових і один кормовий ТА. 14 торпед                        |

U-403 — німецький підводний човен типу VIIC, часів Другої світової війни.
Замовлення на будівництво човна було віддане 23 вересня 1939 року. Човен був закладений на верфі суднобудівної компанії Danziger Werft AG в Данцигу 20 травня 1940 року під заводським номером 104, спущений на воду 26 лютого 1941 року, 25 червня 1941 року увійшов до складу 5-ї флотилії. Також за час служби входив до складу 7-ї, 11-ї та 9-ї флотилій.
Човен зробив 8 бойових походів, в яких потопив 2 (загальна водотоннажність 12 946 брт) судна.
Потоплений 18 серпня 1943 року у Північній Атлантиці південніше Дакара (13°46′ пн. ш. 17°36′ зх. д. / 13.767° пн. ш. 17.600° зх. д.) глибинними бомбами французького «Веллінгтона». Всі 49 членів екіпажу загинули.

## Командири
- Капітан-лейтенант Гайнц-Елерт Клаузен (25 червня 1941 — 15 червня 1943)
- Капітан-лейтенант Карл-Франц Гайне (16 червня — 18 серпня 1943)

## Потоплені та пошкоджені кораблі[3]
| Назва         | Тип           | Належність      | Дата           | Тоннаж (БРТ) | Вантаж                                                           | Статус    | Місце                                                       |
| Empire Howard | торгове судно | Велика Британія | 16 квітня 1942 | 6 985        | 2 000 т військових матеріалів, в тому числі військові вантажівки | потоплено | 73°48′ пн. ш. 21°50′ сх. д. / 73.800° пн. ш. 21.833° сх. д. |
| Zeus          | торгове судно | Греція          | 19 лютого 1943 | 5 961        | Баласт                                                           | потоплено | 49°28′ пн. ш. 44°50′ зх. д. / 49.467° пн. ш. 44.833° зх. д. |